# Финляндия на зимних Олимпийских играх 1932
На Зимних Олимпийских играх 1932 года Финляндию представляло 7 спортсменов (все — мужчины), выступивших в 3 видах спорта. Они завоевали 1 золотую, 1 серебряную и 1 бронзовую медали, что вывело финскую сборную на 5-е место в неофициальном командном зачёте.

## Медалисты
| Медаль  | Спортсмен       | Вид спорта   | Дисциплина     |
| ------- | --------------- | ------------ | -------------- |
| Золото  | Вели Сааринен   | Лыжные гонки | Мужчины, 50 км |
| Серебро | Вяйнё Лиикканен | Лыжные гонки | Мужчины, 50 км |
| Бронза  | Вели Сааринен   | Лыжные гонки | Мужчины, 18 км |